# César Marie Félix Ancey
César Marie Félix Ancey (15 de novembro de 1860 – 10 de outubro de 1906) foi um conquiliologista e entomologista francês.
Durante 23 anos, Ancey foi o conservador-restaurador de coleções de Charles Oberthür (1845–1924) em Rennes. Ancey foi então um funcionário em Mascara até sua morte.
O gênero Anceya foi dedicado a ele por Jules René Bourguignat.

## Biografia
César Marie Félix Ancey, nascido em Marselha, França, em 15 de novembro de 1860, atuou como administrador em Mascara, na Argélia. Seu pai, renomado por suas publicações em entomologia e por trabalhos valiosos na malacologia, foi quem incentivou seu forte interesse pelos estudos zoológicos. Aos 23 anos, Ancey assumiu o cargo de conservador da prestigiada coleção entomológica de Charles Oberthur, em Rennes. No entanto, como essa função não oferecia perspectivas financeiras satisfatórias, ele retornou a Marselha, onde cursou direito e se formou em 1885. Na sequência, ingressou na administração pública na Argélia.
Em 1889, casou-se e, no mesmo ano, foi nomeado administrador adjunto, exercendo funções em várias localidades, como Fort National, Boghari e Dra-el Mizan. Após treze anos nessa última localidade, foi promovido a administrador interino em Mascara — uma justa recompensa por sua competência e pela consideração que conquistou, mesmo enfrentando tarefas muitas vezes complexas.
Ancey tinha expectativas de realizar uma missão oficial nas Ilhas de Cabo Verde, o que lhe permitiria excelentes oportunidades para pesquisas malacológicas. No entanto, faleceu repentinamente em Mascara, em 10 de outubro de 1906, após uma breve enfermidade. Sua morte foi um choque doloroso para seus colegas e correspondentes científicos.

### Trabalhos selecionados
- Ancey C. F. (1881). "Unio gladiatorm n. sp." Le Naturaliste 3: 468.
- Ancey C. F. et al. (1886). "Ancey, César-Marie-Félix". Revue Biographique de la Société Malacologique de France 2: 11–25.
- Ancey C.-F. (1888). "Mollusques du Haut-Tonkin (Récoltes de M. Villedary)". Le Naturaliste: journal des échanges et des nouvelles 2(10): 70–72.
- Ancey C. F. (1888). "On the generic name of a remarkable bivalve shell found in the Congo". The Conchologists' Exchange 2(2): 22.
- Ancey C. F. (1888). Bull. Soc. Malac. Fr. v. p., 192.
- (em francês) Ancey C. F. (1893). "Faunes malacologiques de l'Afghanistan et du Beloutchistan". Bulletin de la Société Zoologique de France 18: 40–47.
- (em francês) Ancey C. F. (1894). "Resultat des researches malacologiques de Mgr. Lechaptois sur les bords du lac Nyassa et de la riviere Shiré". Mém. Soc. Zool. de France 7: 217–234.
- Ancey C. F. (1897). "Viaggio del Dott. A. Borelli nel Chaco Boliviano e nella Rep. Argentina. Resultas malacologiques". Bol. Mus. Zool. Anat. Comp. (Torino) 12(309): 1-22 + 1 plate.
- Ancey C. F. (1900). "Description of new species of Asiatic shells". The Nautilus 14(7): 83-84.
- Ancey C. F. (1905). "Remarks on some land and fresh-water shells from the New Hebrides, with description of new species". The Nautilus 19(4): 42-46.
- Ancey C. F. (1906). "Descriptions of two new Cleopatra and a Pisidium". The Nautilus 20(4): 45-46.
- Ancey C. F. (1906). "Réflexions sur la Faune Malacologique du Lac Tanganika et Catalogue des Mollusques de ce Lac". Bulletin Scientifique de la France et de la Belgique 40: 229-270.

## Táxons descritos
Ancey é autor de muitos nomes genéricos ou subgenéricos, entre os quais podem ser mencionados: Boysidia, Parabalia , Haplotrema, Pseudomphalus, Monomphalus, Micromphalia, Platystoma, Rhytidiopsis, Pararhytida, Microphyura, Ochroderma, Tomostele (subgênero), Mabilliella, Thomsonia, Lechaptoisia, Thaanumia, Baldwinia e Armandiella.

## Links externos
- A página da UIUC inclui um retrato.